# Czarny Potok Gąsienicowy

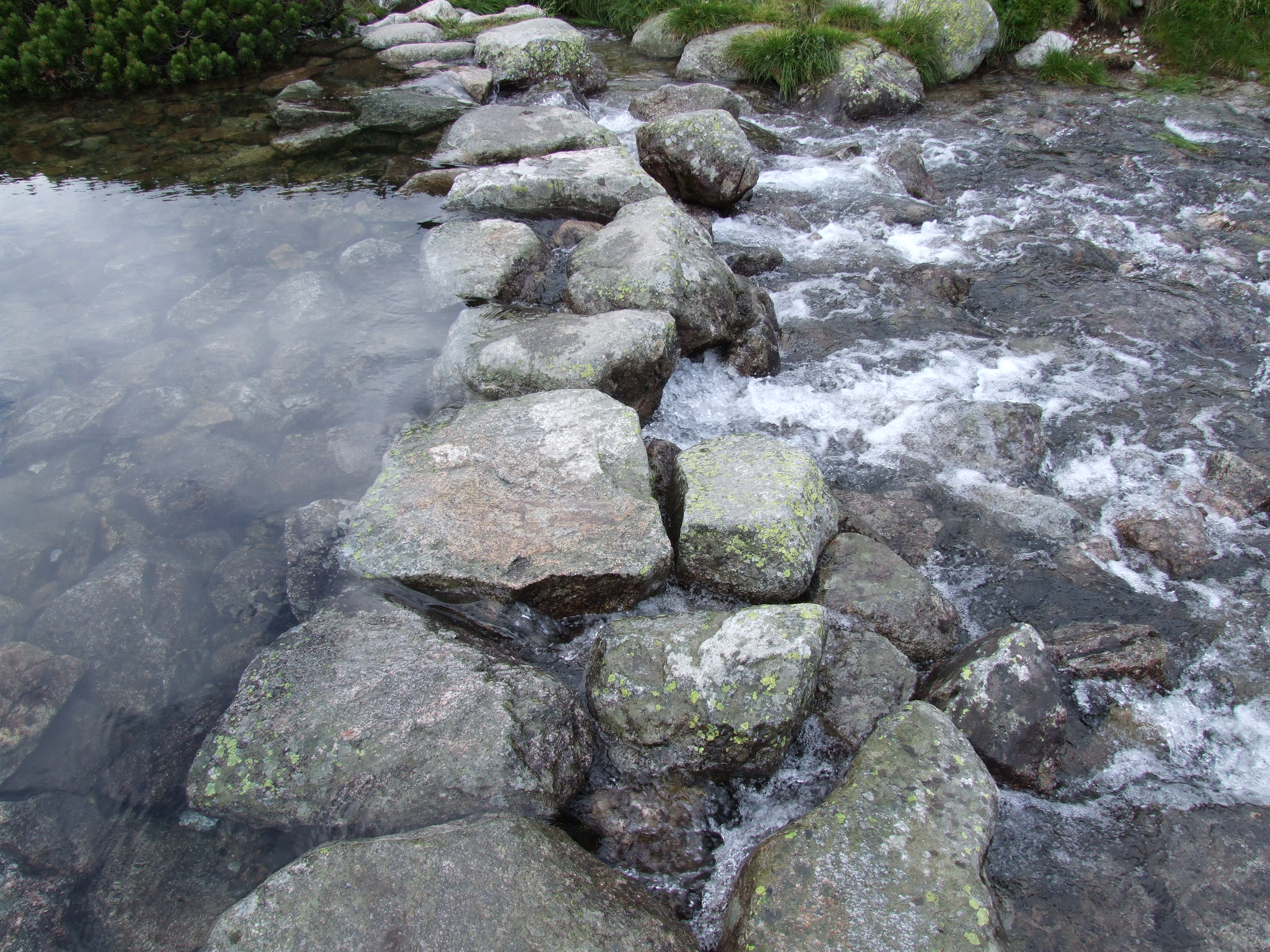
Początek Czarnego Potoku

Czarny Potok Gąsienicowy lub po prostu Czarny Potok – potok w polskich Tatrach Wysokich, dopływ Suchej Wody Gąsienicowej. Jest uznawany za górny bieg Cichej Wody (środkowym jest Sucha Woda).
Potok wypływa z Czarnego Stawu Gąsienicowego w Dolinie Czarnej Gąsienicowej na wysokości 1620 m n.p.m. Nawet w czasie suchych okresów woda płynie nim praktycznie bez przerwy, co odróżnia potok od Suchej Wody. Zazwyczaj też przepływ Czarnego Potoku jest o wiele większy niż Suchej Wody. Mimo dużych objętości wody charakter cieku jest wciąż okresowy – w czasie zimy woda zazwyczaj płynie pod powierzchnią ziemi.
Czarny Potok płynie na północ, mniej więcej równolegle do szlaku Czarny Staw – schronisko PTTK „Murowaniec”, ok. 200–300 m na wschód od niego. Od miejsca, w którym szlak odbija na północny zachód, Czarny Potok płynie dalej na północ przez Las Gąsienicowy. Wpada do Suchej Wody na wysokości ok. 1420 m jako jej prawy dopływ tuż poniżej rozwidlenia szlaków zielonego i żółtego.
Zlewnia Czarnego Potoku ma powierzchnię 3,15 km², długość potoku wynosi 1,44 km, a spadek 12,5% %.

## Szlaki turystyczne
Tuż powyżej ujścia potoku krzyżuje się on ze szlakami:
 z Murowańca do Wierchporońca przez Rówień Waksmundzką, Gęsią Szyję i Rusinową Polanę. Czas przejścia: 3:50 h, z powrotem 4:15 h
 z Murowańca doliną Pańszczycą na przełęcz Krzyżne. Czas przejścia: 2:45 h, ↓ 2:05 h.
Niebieski szlak przekracza potok w miejscu jego wypływu z Czarnego Stawu:
 wzdłuż północnego i wschodniego brzegu stawu przebiega trasa szlaku turystycznego z Hali Gąsienicowej na Zawrat. Czas przejścia znad Czarnego Stawu na Zawrat: 1:50 h, ↓ 1:20 h.